# Nucella rolani
Nucella rolani là một loài ốc biển, là động vật thân mềm chân bụng sống ở biển thuộc họ Muricidae, họ ốc gai.

## Miêu tả
Kích thước vỏ ốc khoảng 24 mm

## Phân bố
Loài này phân bố ở Đại Tây Dương dọc theo Bồ Đào Nha và tây bắc Tây Ban Nha.

## Hình ảnh

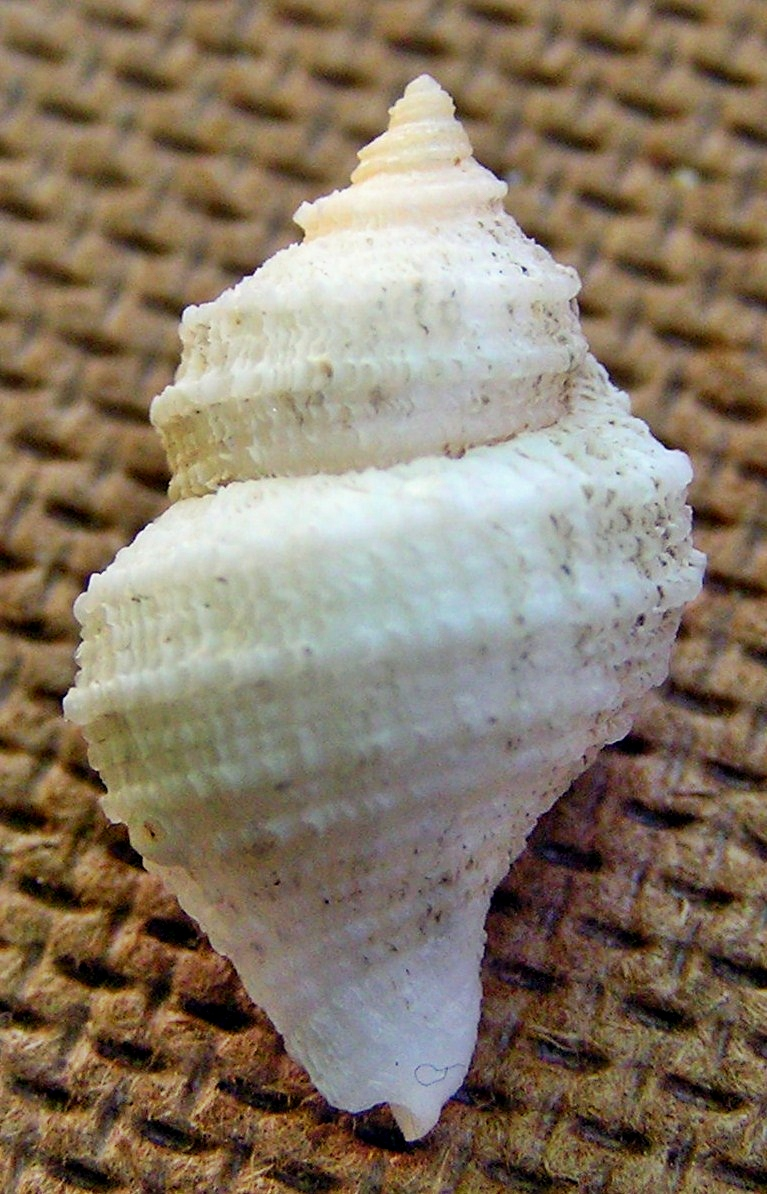